# لی تسونتونگ
لی تسونتونگ (انگلیسی: Lee Tsuntung؛ ۱۱ آوریل ۱۹۱۶ – ۲۴ فوریهٔ ۲۰۱۷) بازیکن بسکتبال اهل چین بود. وی در بازی‌های المپیک تابستانی ۱۹۴۸ شرکت کرده‌است.